# Perimetro di paura
Perimetro di paura (100 Feet) è un film del 2008 diretto da Eric Red.

## Trama
Marnie, sopraffatta dalle violenze subite dal marito, lo uccide. Viene arrestata e dopo un periodo di tempo trascorso in galera viene confinata agli arresti domiciliari. La donna non può uscire di casa ma si accorge ben presto che la stessa è infestata dal fantasma del defunto partner.
Dopo essere stata trattata duramente dal poliziotto Shanks, amico del marito Mike, Marnie è costretta a rimanere dentro l'appartamento dove è avvenuto l'omicidio del consorte. Si sforza di dimenticare l'accaduto, togliendo i suoi quadri dalla parete e rimuovendo ogni ricordo. L'unica persona a darle una mano nelle faccende quotidiane è Joey.
Di sera, incominciano a verificarsi strani eventi, come l'improvviso spegnimento di tutte le luci, oppure, la comparsa stessa del fantasma di Mike e la ricomparsa delle macchie di sangue tolte in precedenza dalla giovane. Quando tuttavia lo spettro si manifesta in maniera più violenta lanciando dei piatti, Marnie si rivolge a lui, dicendogli che è colpa sua se è morto, che prima o poi l'avrebbe uccisa con i suoi maltrattamenti e che non se ne andrà mai da quella casa, visto che è la sua dimora. La venuta della sorella Frances è in qualche modo motivo di sollievo per la donna, ma diventa soltanto ragione di malinconia quando le due litigano per motivi familiari antecedenti. Vedendola andare via di casa, nota anche che Shanks si è stazionato fuori casa e che aspetta un suo errore per arrestarla e vendicare l'amico morto.
Il giorno di Halloween, la ragazza cerca di festeggiare come tutti gli altri dando dei dolci a dei bambini, tuttavia tutti sembrano evitarla conoscendo la ragione del suo arresto. Trova però conforto in Joey, che sembra non evitarla come tutti dicendole che anche suo padre è stato in galera. Marnie allora gli racconta della morte di Mike, di come il suo lavoro non gli piacesse e come si sfogasse con lei. Il ragazzo inoltre, sotto sua richiesta, le compra alcuni libri di fantasmi. La donna cerca di purificare la casa come sta scritto nei libri, ma viene di nuovo attaccata dallo spettro, e sentendo le urla, questa volta interviene Shanks. L'agente questa volta si scusa con la donna, avendo visto le denunce fatte in merito anni prima, ma quando lei gli rivela del fantasma di Mike il poliziotto non reagisce bene, e credendola pazza, se ne va di casa.
Dopo l'ennesimo attacco, Marnie si dedica alla ricerca senza sosta dell'ultimo oggetto del marito che mantiene il suo spirito dentro la struttura. Trova così una piccola nicchia, dove c'è un'incredibile quantità di denaro, facendo comprendere alla donna che il marito era un poliziotto corrotto. La donna dà così tutti i soldi in beneficenza alla chiesa, ma quando chiede al prete di benedire la casa, lui si rifiuta. Dopo un ultimo tentativo di purificazione fallito, Marnie chiede al fantasma del marito che cosa voglia. Egli scrive con la sua testa "TU!". La stessa notte Joey entra a casa della giovane, e i due hanno un rapporto sessuale. Durante l'atto sessuale, Marnie vede l'anima del marito dissolversi. Il mattino dopo tuttavia si scopre che l'incubo non è ancora finito, visto che l'ultimo oggetto rimasto in casa di Mike è proprio la fede che la moglie porta al dito. Mike, così, uccide Joey. Successivamente Shanks bussa alla porta di casa per l'arresto di Joey. Il poliziotto non trova il ragazzo in casa, visto che Marnie l'ha nascosto in una nicchia. Però questa cede e l'agente scopre il corpo, arrestando la ragazza. In questo momento, il fantasma di Mike si mostra sia alla moglie che al partner, dando il via a un tragico combattimento che dà inizio a un grande incendio. Lo spettro viene infine sconfitto quando Marnie gli lancia contro l'anello nuziale e i due riescono a salvarsi, tuttavia Shanks le dice di andare via, perché non avrebbero creduto agli avvenimenti davvero accaduti e l'avrebbero arrestata. Tempo dopo, la donna è su un bus, finalmente libera di incominciare una nuova vita.

## Distribuzione
Il film è uscito nelle sale il 24 luglio 2008 in Corea del Sud, mentre negli Stati Uniti è stato presentato l'11 ottobre 2008 allo Screamfest Horror Film Festival.
In Italia è stato trasmesso in prima visione su Sky Cinema Max nel settembre 2009 e in chiaro su Rai 4 il 21 dicembre 2014 e su Rai 2 il 17 settembre 2015 ridistribuito dalla Movie on Pictures di Enrico Pinocci; inoltre è stato pubblicato in home video il 1 dicembre 2010.